# Carpipramina
La carpipramina es una droga antipsicótica de segunda generación (atípica) que pertenece a la clase del iminodibencilo indicada para el tratamiento de la esquizofrenia, en particular para los síntomas negativos.
La carpipramina está estructuralmente relacionada tanto con la imipramina como con las butirofenonas, como el haloperidol.
Se ha encontrado que la carpipramina y sus sales farmacéuticamente aceptables poseen propiedades antagonistas con respecto de los receptores D2 y 5-HT2, y también son útiles en el tratamiento de la depresión, la ansiedad y los trastornos del sueño. 
Al igual que con otro derivado del iminodibencilo, la clocapramina, la carpipramina acelera la acumulación de metabolitos de dopamina, del ácido homovainíllico y el ácido 3,4-dihidroxifenilacético, en el cuerpo estriado y el núcleo accumbens del cerebro de la rata. Esto indica que estos fármacos son potentes antagonistas de la dopamina que bloquean los adrenoceptores α1 y α2 en el cerebro.

## Efectos secundarios
Puede inducir insomnio, agitación y efectos secundarios motores extrapiramidales, pero generalmente muestra baja toxicidad.

## Contraindicaciones
La carpipramina se considera insegura en pacientes con porfiria, aunque existe evidencia experimental contradictoria de la provoque.